# Erdhi momenti
Erdhi momenti är ett album av den albanska sångerskan Anjeza Shahini. Albumet är även Shahinis debutalbum och släpptes under år 2008.
Samtliga låtar på albumet framförs på albanska. Flertalet av låtarna på albumet blev senare singlar, såsom "Lotë pendimi", "Erdhi momenti" och "Nese dyshon". Bland upphovsmännen på albumet finns Pirro Çako, Olti Curri, Adrian Hila och Edmond Zhulali. Med på albumet finns även Shahinis låt från Eurovision Song Contest 2004, "The Image of You", i originalversionen på albanska, "Imazhi yt".

## Låtlista
| Nr           | Titel                   | Kompositör   | Kompositör/musik | Längd |
| ------------ | ----------------------- | ------------ | ---------------- | ----- |
| 1.           | Erdhi momenti           |              | Adrian Hila      | 3:36  |
| 2.           | Jam                     |              |                  | 3:50  |
| 3.           | Kur je larg             |              |                  | 4:54  |
| 4.           | Lamtumirë               |              |                  | 4:03  |
| 5.           | Lotë pendimi            |              |                  | 3:43  |
| 6.           | Nesë dyshon             | Olti Curri   | Pirro Çako       | 3:56  |
| 7.           | Nga zero                |              |                  | 3:31  |
| 8.           | Shuhëm dhe ndizëm më ty |              |                  | 3:41  |
| 9.           | Veten s'e gjetëm        |              |                  | 3:55  |
| 10.          | Imazhi yt               | Agim Doçi    | Edmond Zhulali   | 4:24  |
| Total längd: | Total längd:            | Total längd: | Total längd:     | 39:29 |